# Eborin de Toul
Eborin († 669 (?)) est le seizième évêque de Toul.

## Biographie
L'évêque Eborin (Eborinus en latin) succéda à Teudefrid vers 653 (?). 
Nous ne connaissons que son nom et son rang d'ordre parmi les évêques de Toul.
Son successeur a été l'évêque Leudinus Bodo.